# Grosser Preis von Deutschland
Grosser Preis von Deutschland är ett travlopp för fyraåriga varmblodstravare som körs på Hamburg Bahrenfeld i Hamburg i Tyskland varje år i oktober. Det är ett Grupp 1-lopp, det vill säga ett lopp av högsta internationella klass. Det är även Tysklands största fyraåringslopp. Förstapris har tidigare varit cirka 100 000 euro. Från och med 2017 års upplaga är det 75 000 euro. Första upplagan av loppet kördes den 28 november 1993 och vanns av Rambo Corner.

## Vinnare
| År   | Häst               | Kusk               | Tränare            | Tvåa              | Trea               |
| ---- | ------------------ | ------------------ | ------------------ | ----------------- | ------------------ |
| 2023 | Global Dubhe       | Johan Untersteiner | Johan Untersteiner | Yahoo Diamant     | Schampus           |
| 2022 | Indy Rock          | Jörgen Sjunnesson  | Johan Untersteiner | Gladiator As      | Luciano Lobell     |
| 2021 | Toto Barosso       | Peter Untersteiner | Peter Untersteiner | Gold Cap BR       | Kilimanjaro        |
| 2020 | Oscar L.A.         | Joakim Lövgren     | Joakim Lövgren     | Jason Dragon      | Jilt Flevo         |
| 2019 | Zarenne Fas        | Rikard N. Skoglund | Jerry Riordan      | Maxus             | Zabul Fi           |
| 2018 | Hesiod             | Ulf Ohlsson        | Petri Salmela      | Enterprise        | Classic Connection |
| 2017 | Diamanten          | Kim Eriksson       | Robert Bergh       | Generaal Bianco   | Django Riff        |
| 2016 | Cruzado Dela Noche | Per Linderoth      | Stefan Melander    | Cash Hanover      | Gijon              |
| 2015 | Exodus Hanover     | Kenneth Haugstad   | Roger Walmann      | British Steel     | Sing Hallelujah    |
| 2014 | Riff Kronos        | Veijo Heiskanen    | Veijo Heiskanen    | Duke of Greenwood | Papagayo E.        |
| 2013 | Dreams Take Time   | Johnny Takter      | Lars I. Nilsson    | Indigious         | Quid Pro Quo       |
| 2012 | On Track Piraten   | Joseph Verbeeck    | Hans R. Strömberg  | Brad de Veluwe    | Angelo             |
| 2011 | Tamla Celeber      | Örjan Kihlström    | Roger Walmann      | Baltimore As      | Västerbo Face It   |
| 2010 | Zorba Oldeson      | Rob de Vlieger     | Rob de Vlieger     | Joke Face         | Jag Junior         |
| 2009 | Nu Pagadi          | Erik Adielsson     | Stig H. Johansson  | Lorenz Caf        | Light Kronos       |